# Euoplos tasmanicus
Euoplos tasmanicus là một loài nhện trong họ Idiopidae.
Loài này thuộc chi Euoplos. Euoplos tasmanicus được Vernon Victor Hickman miêu tả năm 1928.